# Ezekijelovo viđenje
Ezeikejlovo viđenje je Rafaelovo ulje na platnu iz oko 1518. godine, koje prikazuje starozavjetni prizor Ezekijelova viđenja Božje slave. Čuva se u Palači Pitti u Firenzi.
Drži se da je djelo stilistički nadahnuto Michelangelovim slikarstvom u Sikstinskoj kapeli. Prije se pripisvalo Giuliu Romanu.
Giorgio Vasari djelo spominje kao vlasništvo bolognskog plemića Vincenza Ercolania. Oko 1589. našlo se u vlasništvu Medicia, u Uffiziu. 1697. spominje se u Palači Pitti. 1799. ukrao ju je stanoviti Tit, a vraćena je 1816.

## Vanjske poveznice
|  | Zajednički poslužitelj ima još gradiva o temi Ezekijelovo viđenje |